# Executrix
Az Executrix egy csillagromboló a Csillagok háborúja univerzumában, ami Wilhuff Tarkin és Darcc kapitány személyes zászlóshajója volt. Ez volt az első Birodalmi osztályú csillagromboló, amit még a klón háború végén gyártottak a Kuat Drive Yards hajógyáraiban. Y. e. 0-ban Tarkin átvette a Halálcsillag irányítását, viszont az Executrix még mindig a szolgálatában állt.

## Gyártás
Az Executrix a Kuat Drive Yards gyáraiban készült el, még a klón háború végén. Később az elkészült csillagromboló kihajózott a dokkból és a birodalom szolgálatába állt.

## Jellemzői

### Parancsnoki híd
Az Executrix parancsnoki hídja ugyanúgy mint a többi csillagrombolónál a csatahajó hátsó részén emelkedett ki. A tetején helyezkedett el a két pajzsgenerátor, amik lövedékek elhárítására szolgáltak. Közöttük volt a kommunikációs torony is. Ezen kívül volt egy holoasztal is, amivel a taktikai elemzéseket figyelték meg. A többi csillagrombolón kívül ez volt az a csillagromboló is, amiben volt egy egyfajta védőmező foglyok tartására.

### Méret
Az Executrix 1600 méter hosszú volt. A szélessége és a vastagsága nem ismert, de ugyanolyan volt mint a többi csatahajó.

### Hajtómű
A csillagrombolónak 7 hajtóműve volt. 3 db KDY ionhajtómű, aminek nagy tolóereje van. Ezen kívül volt még 4 db Gemon 4 ionhajtómű, amiket vész esetén kapcsolnak be. Fel volt szerelve hiperhajtóművel, a hipertéri ugrásokhoz.

## Története
Y. e. 18-ban az Executrix már Tarkin nagymoff szolgálatában állt és használták a Salient csillagrendszerben. Ez a csata hetekig tartott, viszont Has Obitt és Saw Gerrera seregének vereségét eredményezte. Obbit elfoglalása után egy orvosi szobában tartották fogva Has Obittot, hogy később Orson Krennic után kémkedjen. Y. e. 14-ben az Executrixot az Obroa-skai rendszerbe helyezték át, hogy figyeljék a Lantillies bolygót. A három Interdictor csillagromboló és egy korvett, köztük több fregatt kísérte, amikor a Carrion Spike nevű fregattot ellopták a lázadók. Erre Tarkin kiadta az utasítást, hogy kapják el a lázadókat, és ezután értesítette Darth Vadert.
Az adatbázisokon keresztül felfedezte számos felkelők, köztük Berch Teller identitását, és az Antar atrocitással való kapcsolatukat. Tarkin nagymoff még mindig az Executrix parancsnoka volt akkor is, amikor a Tatuini-öbölhöz mentek, ahol a lázadók megint el akartak lopni egy korvettet, ami a Halálcsillag hiperhajtóművét szállította. A lézerágyúkkal tüzet nyitott rájuk, de a csata hamar véget ért. Maga a császár, Palpatine megtartotta az Executrixot Tarkinnak, amiért vereséget szenvedett a Carrion Spike korvett elvesztése miatt.
Egy hatalmas hajó volt, több ezer katonával és technikussal, akik a személyzetet és a legénységet alkották. Továbbá volt egy harminckét rohamosztagosból álló személyes testőrsége, ami mindenhová elkísérte. Tarkin nagymoff a fedélzeten maradt és a Magvilág egy szektorába, a Seswenna szektorba ment, valamint az Eriadura, mert a nagy csillagrendszerek vezetői előléptették Tarkin nagymoffot. Néha felügyelő is volt. Y. e. 0-ban az Executrix még mindig Wilhuff Tarkin szolgálatában állt, és a kormányzó átvette a Halálcsillag irányítását, ami magával hordozta a nagy szuperlézert.

## Megjelenése filmekben
Zsivány Egyes – Egy Star Wars-történet.

## Megjelenése könyvekben
Megjelenik James Luceno: Tarkin c. könyvében.
Megjelenik a szerző Katalizátor: Egy Zsivány Egyes regényében. És a Zsivány Egyes regényváltozatában.

## További információ
Képek az interneten a csillagrombolóról